# Powelliphanta
Powelliphanta là một chi ốc sên trong họ Rhytididae gồm các loài ốc sên có kích thước lớn, chúng thuộc họ ốc sên ăn thịt sống trên mặt đất có kích thước đa dạng

## Đặc điểm
Với 6.000 răng to bằng nắm tay, một số loài có thể lớn tới vài centimet, những con lớn rất khó tìm trong rừng rậm và đồng cỏ New Zealand. Khi không khí trở nên bão hòa và nhiệt độ ở mức phù hợp, chúng trồi lên và có thể phát triển tới kích thước bằng nắm tay. Khi ăn mồi, những con ốc sên làm ngạt thở và nuốt chửng sâu đất dễ dàng, loài ốc sên này có khẩu vị khác thường và rất phàm ăn. Miệng của chúng bọc quanh khiến sâu đất ngạt thở giống như động tác mút mì, ốc sên mút sâu đất vào miệng, gập đôi mình con mồi để nuốt chửng toàn bộ.

## Các loài
- Powelliphanta annectens
- Powelliphanta augusta
- Powelliphanta fiordlandica
- Powelliphanta gilliesi
- Powelliphanta hochstetteri
- Powelliphanta lignaria
- Powelliphanta marchanti
- Powelliphanta patrickensis
- Powelliphanta rossiana
- Powelliphanta spedeni
- Powelliphanta superba
- Powelliphanta traversi
- Powelliphanta "Anatoki Range"
- Powelliphanta "Baton"
- Powelliphanta "Buller"
- Powelliphanta "Egmont"
- Powelliphanta "Garibaldi"
- Powelliphanta "Haast"
- Powelliphanta "Kirwans"
- Powelliphanta "Lodestone"
- Powelliphanta "Matakitaki"
- Powelliphanta "Matiri"
- Powelliphanta "Maungaharuru"
- Powelliphanta "Nelson Lakes"
- Powelliphanta "Owen"
- Powelliphanta "Parapara"
- Powelliphanta "Urewera"
- Powelliphanta "vittatus"